# Hyphoradulum conspicuum
Hyphoradulum conspicuum — вид грибів, що належить до монотипового роду  Hyphoradulum, що зростає в Європі.